# Ilex uniflora
Ilex uniflora   es una especie de planta con flor en la familia de las Aquifoliaceae. 
Es endémica de Perú en el Departamento de Huanuco. 

## Taxonomía
Aerides odoratum fue descrita por George Bentham y publicado en Plantas Hartwegianas imprimis Mexicanas 217. 1846.
Etimología
ilex: nombre genérico que era el nombre designado en latín para una especie de Quercus (Quercus ilex) comúnmente llamada encina, que tiene un follaje similar al acebo europeo, y ocasionalmente se confunde con él.
uniflora: epíteto latino que significa "con una flor".
Sinonimia
- Ilex caniensis J.F. Macbr.
- Ilex uniflora f. pastoensis Loes.
- Ilex uniflora f. pitayensis Loes.[4]